# Maklerpool
Der Begriff Maklerpool bezeichnet im Versicherungswesen sowie im Bereich der Vermittlung von Kapitalanlagen (Investmentfonds sowie geschlossene Fonds) die gemeinsame Nutzung von bestimmten Ressourcen. In einem Maklerpool wird das Geschäft von vielen Versicherungsmaklern oder Finanzmaklern gebündelt (gepoolt).
Dadurch kann ein gut geführter Maklerpool ein sehr hohes Umsatzvolumen erreichen und somit z. B. bei Versicherungen, Bausparkassen und Anbietern von Investmentfonds bessere Konditionen aushandeln. Seit 2002 haben sich nach ähnlichem Muster auch spezielle Maklerpools im Bereich der Immobilienfinanzierung entwickelt.
Diese Vorteile kann der Maklerpool an seine Mitglieder weitergeben. Diese können einen Teil des Vorteils zum Beispiel über bessere Deckungskonzepte oder Beitragsnachlässe an ihre Kunden weitergeben oder aber als Rendite abschöpfen.
Außerdem kann ein Maklerpool den angeschlossenen Maklern bestimmte Serviceleistungen anbieten. Dazu gehören u. a.
- Bereitstellung von Gemeinschaftsanträgen
- Bereitstellung von Vergleichsrechnern, Beratungs- und Dokumentationssoftware
- Bereitstellung eines Angebotsservices sowie eines Maklerverwaltungsprogramms (CRM)
- Bereitstellung einer oder mehrerer Abwicklungsplattformen für das Investmentgeschäft
- Betreuung vor Ort
- Bereitstellung von Internetdienstleistungen wie Homepageservice, Vergleichsrechnern und internetbasierten Beratungsprogrammen
- Durchführung von Schulungen und/oder Subventionierung von Weiterbildungsangeboten für Makler
- Rechts-, Steuer- und betriebswirtschaftliche Beratung für Makler

Unter dem Begriff Maklerpool werden Unternehmen geführt, die sehr unterschiedliche Geschäftsmodelle betreiben:
- Maklerpools im Sinne von Assekuradeuren – das sind (insbesondere im Sachversicherungsbereich) Unternehmen, die – oft unter eigenem Label – Versicherungsprodukte anbieten und deren Policierung, Verwaltung sowie Schadenregulierung übernehmen. Assekuradeure stehen rechtlich im Lager der Versicherer und dürfen nicht als Makler registriert sein
- Maklerpools im Sinne von Einkaufsgenossenschaften – dabei verhandelt der Pool mit den Produktgebern Rahmenvereinbarungen. Der einzelne Makler schließt dann einen direkten Vermittlungsvertrag mit dem Produktgeber und wickelt das Geschäft direkt mit diesem ab. Der Pool erhält eine Umsatzbeteiligung (oft Overrider oder Overhead genannt).
- Maklerpools im Sinne von Vertrieben – dabei funktioniert der Pool ähnlich wie ein Vertrieb. Manche Maklerpools verpflichten ihre Vertriebspartner (Makler) auf eine ausschließliche Kooperation mit ihrem Unternehmen. In dieser Konstellation ist die Unabhängigkeit des Maklers gefährdet.
- Häufig aber hat der Vermittler zwar eine umfassende Geschäftsbeziehung mit dem Pool und nutzt dessen Infrastruktur und Serviceleistungen, geht aber keine formelle Verpflichtung ein, ausschließlich diesen Pool zu nutzen.
- Maklerpools im Sinne eines genossenschaftlichen Netzwerkes zur gegenseitigen Unterstützung der angeschlossenen Makler ("Maklerverbund"). In dieser Konstellation werden in aller Regel pauschale oder transaktionsgebundene Gebühren erhoben.

Manche Maklerpools bedienen nicht nur Makler, sondern auch Vertriebe, firmenverbundene Vermittler, Mehrfachagenten und gebundene Vertreter (Vergleiche auch die Darstellung über Versicherungsvermittler). Für die Kooperation mit gebundenen Vermittlern nach § 84 HGB ist die Gründung eines separaten Unternehmens erforderlich.
Der Markt und das Leistungsspektrum der Maklerpools und Verbünde sind sehr heterogen. Einen Überblick über die wichtigsten Maklerpools in Deutschland bieten die Maklerpool-Hitliste des Magazins Cash sowie die Studie Maklerpools, Verbünde und Servicedienstleister von BrunotteKonzept. Die veröffentlichten Zahlen beruhen im Wesentlichen auf Antworten der befragten Maklerpools, Verbünde und Servicedienstleister. Die Studie „AssCompact AWARD – Pools & Dienstleister“ beleuchtet Pools vor allem aus Vermittlersicht. Sie basiert auf einer Befragung von Maklern und Mehrfachagenten. Die individuelle Leistungsfähigkeit und wirtschaftliche Tragfähigkeit des jeweiligen Konzeptes bzw. Geschäftsmodells kann anhand der im Unternehmensregister veröffentlichten Bilanzen bewertet werden. Allerdings werden diese, wenn überhaupt, oft mit einer zeitlichen Verzögerung von einem bis zu drei Jahren veröffentlicht.

## Bedeutung von Maklerpools
Makler schätzen an der Zusammenarbeit mit Maklerpools vor allem den vereinfachten Zugang zu Produktgebern (hauptsächlich Versicherer, Kapitalanlagegesellschaften, Emissionshäuser, Bausparkassen sowie Immobilienfinanzierern). Zudem sind Effizienzvorteile bei der Vertragsabwicklung von Kundenverträgen und die zusätzliche Unterstützung im Vertriebsalltag gefragt. Mit Ausnahme der Fonds- und Investment-Sparte hat der Marktanteil der Maklerpools am Umsatz von Maklern in den vergangenen Jahren stetig zugenommen.